# Billy Mo
Billy Mo (eigentlich Peter Mico Joachim; * 22. Februar 1923 auf Trinidad; † 16. Juli 2004 in Hannover) war ein Jazz-Trompeter und Schlagersänger.

## Leben und Werk

### Kindheit und Jugend
Peter Mico Joachims Vater sei das Resultat des Seitensprungs eines in Kamerun stationierten deutschen Schutztruppenoffiziers mit den Vornamen „Peter Joachim“ mit einer farbigen Einheimischen gewesen, so Joachims Darstellung dem Spiegel gegenüber. Die Eltern Peter Micos wanderten später in die Karibik aus. Einer anderen Erzählung Joachims nach heiratete der deutsche Großvater seine afrikanische Freundin und ging nach Beendigung seines Militärdienstes mit seiner „unstandesgemäßen“ Ehefrau nach Trinidad. Ein Schutztruppenmitglied namens „Peter Joachim“ ist allerdings nicht nachweisbar.
Laut einer Erklärung Joachims aus dem Jahr 1967 starben seine Eltern, als er etwa fünf Jahre alt war, woraufhin er und seine beiden Schwestern ins Waisenhaus kamen. Einer anderen Darstellung nach starb seine Mutter bei seiner Geburt, sein Vater drei Jahre darauf bei einem Autounfall. Dem Musikjournalisten Jan Feddersen nach starben beide Elternteile ein Jahr nach seiner Geburt bei einem Unfall.
Im Waisenhaus erhielt Joachim Musikunterricht und lernte Mundharmonika spielen, nach anderen Quellen mit sechs Jahren auch Trompete und Waldhorn. Mit sieben wurde er einer späteren Darstellung nach erstmals Mitglied eines Orchesters, mit 14 Jahren Mitglied der örtlichen Polizei-Marschkapelle und damit gleichzeitig jüngster Polizeibeamter Trinidads.

### In Großbritannien

#### Übersiedlung
Auch darüber, wann und wie Joachim nach Großbritannien gekommen ist, gibt es unterschiedliche Darstellungen: Laut einem Zeitschriftenbericht von 1967, der auf einem Interview mit Joachim beruht, wurde er 1945 von einem Offizier der britischen Handelsmarine für eine rein farbige Tanzband engagiert. Für 1945 spricht auch eine Aussage Joachims im Spiegel, in der er die Dauer seines Aufenthalts in London mit 11 Jahren angibt (1945–1956). Anderen Beschreibungen nach erhielt er 1943 ein Musikstipendium (einer nicht nachweisbaren) Royal Academy of Music in Oxford bzw. 1945 ein Stipendium für die Royal Academy of Music in London.
Sucht man Quellen in England, taucht ferner eine Ehefrau auf: Eldica Joachim (1922–2000). Laut ihrer Kurzbiografie verließ sie 1946 Trinidad und ging mit ihrem Ehemann Peter Joachim nach Großbritannien. Ab 1951 arbeitete sie als Schauspielerin in Filmen wie Cry, the Beloved Country, Green Pastures und Holidays With the Huxtables, unter anderem an der Seite von Harry Belafonte und Sidney Poitier. Eine Polioerkrankung beendete ihre Schauspielerlaufbahn. Später arbeitete sie als Kostümbildnerin für verschiedene Londoner und internationale Filmstudios. Eldica hatte drei Kinder: Greta, Ruby und Sheila. Ihre Enkelinnen Jayne James und Sandra Reed sind Sängerinnen, ihr Enkel Martin James ist Schlagzeuger.

#### Musikalische Arbeit
Nachweisbar ist, dass Joachim in London zunächst in Al Jennings’ kurzlebiger Gruppe Trinidad All Stars spielte, mit der er im November 1945 im BBC-Radio auftrat. Die Band spielte vor amerikanischen und britischen Soldaten und trat in Nachtclubs auf. Die Gruppe löste sich im November oder Dezember 1945 während einer Frankreich-Tour wegen interner Querelen auf und Joachim kehrte arbeitslos nach England zurück. Er war zwar weiterhin Mitglied verschiedener Londoner Bands, konnte aber nicht durchgehend von seiner Arbeit als Musiker leben. Stattdessen musste er in Restaurants jobben. Zwei Artikel aus den 1960er-Jahren, die auf Interviews mit Joachim beruhen, erwähnen ferner eine „dreijährige Tätigkeit als Pfleger in einer schottischen Irrenanstalt“ („Pisspottschwenker“).
Ab etwa 1950 arbeitete Joachim mit dem aus Trinidad stammenden Multiinstrumentalisten und Arrangeur Rupert Nurse (1910–2001) zusammen, der 1945 nach England gekommen war. Mit ihm trat Joachim auch an der Seite der karibischen Pianistin Winifred Atwell am Prince of Wales Theatre in der Show Pardon My French (1953/54) auf. Einer späteren Darstellung nach wurde er damals „Hot Lips Pete“ genannt. Joachim soll auch mit einer Ivor bzw. Yvor Curzon Band aufgetreten sein. Ein Orchester dieses Namens lässt sich allerdings heute nicht mehr nachweisen. In den frühen 1950er-Jahren gründete Joachim schließlich ein eigenes Orchester, mit dem er im River Club, dem Stork Club und dem Café de Paris auftrat. Der große Durchbruch als Musiker blieb aber aus.

#### Wissenschaftliche Ausbildung
Laut Darstellung des Musikfachautors Friedel Keim ging Joachim 1949 an ein Benson Institute of Music in die USA und erwarb dort einen Doktorgrad. Ein solches Institut lässt sich allerdings nicht nachweisen. Gegen diese Darstellung spricht auch, dass Joachim 1967 in einem Interview mit der amerikanischen Zeitschrift Ebony keinen Aufenthalt in Nordamerika erwähnt, sondern die Hoffnung äußert, in Zukunft einmal die USA besuchen zu können. Ebenfalls Keim zufolge promovierte er als 30-Jähriger nach Absolvierung eines Psychologiestudiums in Edinburgh und erhielt an der Universität von Oxford eine Professur für Musikwissenschaft. Auch diese Darstellung lässt sich nicht durch zeitgenössische Quellen belegen. Allerdings hat Joachim selbst später angeführt, er habe Psychologie studiert, ferner findet sich die Angabe „Prof. Dr.“ auch auf seinem Grabstein.
Einer anderen Lebensbeschreibung nach promovierte Joachim dagegen am 12. Oktober 1953 in London im Fach Musikwissenschaften. In diesem Artikel wird Joachim dazu so zitiert: „Das war schön, aber das war natürlich keine Qualifikation, die ich später in Deutschland gebrauchen konnte. Gefragt waren Musiker, keine Musiktheoretiker.“

### In Deutschland

#### Erste Jahre
Im April 1956 kam Joachim mittellos über Paris nach Hamburg und wurde als Trompeter der Hausband des St.-Pauli-Szenelokals Blauer Peter engagiert. Der Darstellung Keims nach kam er „mit einer kleinen Band“ nach Deutschland. Daneben spielte er Dixieland sowie Rock ’n’ Roll in anderen Lokalen und begann auch zu singen. 1957 wurde er vom Leiter des NDR-Fernsehorchesters Viktor Reschke entdeckt und veröffentlichte unter seinem neuen Pseudonym „Billy Mo“ die beiden von Louis Prima stammenden Swing-Titel Buona Sera und Oh Marie. Im gleichen Jahr spielte er – aus Vertragsgründen ohne Namensnennung – für das Bert-Kaempfert-Orchester ein Trompetensolo in Franz Grothes Mitternachtsblues. Mit weiteren Titeln wie Darling, Du weißt ja, Oh, Jennilie und Swing, Methusalem (alle 1958) begann sich Joachim als „Billy Mo“ im deutschen Musikbusiness zu etablieren.

#### Künstlername
Der Künstlername „Billy Mo“ stammt allen Darstellungen nach von Joachim selbst. Für seine Entstehung werden zwei divergierende Erklärungen geliefert: Der ersten zufolge stammt der Vorname von Joachims Lieblingssänger Billy Eckstine und „Mo“ von Louis Armstrongs Spitznamen „Satchmo“. Der zweiten Erklärung nach leitet sich der Künstlername „Mo“ aus dem Spiritual „Ol' Man Mo(ses)“ ab bzw. aus dem Umstand, dass Joachim die Titelrolle in einem Musical namens Old Man Moses spielte.

#### Interpret volkstümlicher Musik
Mit dem Titel Das Fräulein Gerda, einem erstmals 1938 veröffentlichten Oldie, vollzog sich 1960 Billy Mos musikalischer Übergang zum Schlager und zur volkstümlichen Musik. Das entsprach durchaus seinem persönlichen Wunsch: „Das war endlich deutsche Musik – das wollte ich immer. Traditionelles Liedgut, das die Leute verstehen, etwas für Menschen, denen das Amerikanische zuviel war und die einfach nur etwas in Stimmung kommen wollten.“
Mit Liedern wie Wenn die Elisabeth nicht so schöne Beine hätt (Chartplatzierung 1961: Platz 17), Am Sonntag will der Billy mit mir segeln geh’n und Was kann der Sigismund dafür (beide 1961) lieferte Mo weitere Remakes von Schlagern der 1920er- und 1930er-Jahre. Den großen kommerziellen Durchbruch erzielte er 1962 mit dem Nummer-eins-Hit Ich kauf' mir lieber einen Tirolerhut. 1962/63 hielt sich der Song 17 Wochen in den Hitparaden, erreichte Platz drei der Verkaufslisten und erzielte bis 1967 einen Umsatz von vier Millionen Mark. Für den Erfolg in Deutschland bekam Mo von seinem Musiklabel eine Goldene Schallplatte überreicht. Später erschien auch eine englische Version unter dem Titel I’d Rather Buy Myself a Tyrolian Hat. Der Tirolerhut wurde von da an das Markenzeichen von Billy Mo, das bei keinem öffentlichen Auftritt fehlen durfte. Seine späteren Singleveröffentlichungen konnten diesen Erfolg nicht wiederholen, auch wenn er noch mehrfach mit Songs wie Bierdeckel-Polka (1963: Platz 21), dem Ernst-Neger-Titel Humba Täterä (1964: Platz 15) und Der Salon-Tiroler (1964: Platz 15) Notierungen in den deutschen Charts erreichte. Hans-Jürgen Massaquoi urteilte später, Billy Mos „Popularität gründete auf seinem Talent, die Deutschen in ihrer eigenen Spezialsparte zu schlagen – der Humtata-Musik.“
1970 erschien Mos letzte Single-Neuveröffentlichung. Die musikalische Entwicklung war über seinen Musikstil hinweggegangen, seine Schallplattenumsätze eingebrochen. Dennoch war Billy Mo mit seinen jetzt selbst zu „Oldies“ gewordenen Liedern auch in den nächsten Jahren noch live unterwegs und in Unterhaltungssendungen zu sehen. Bis heute erscheinen seine Erfolge immer wieder auf Oldie-Samplern.

### Musikalische Einordnung
Von den meisten Kritikern werden Billy Mos musikalische Fähigkeiten hoch eingeschätzt. Hervorgehoben wird „das außergewöhnliche solistische Können“ und es wird betont, dass der „Vollblutmusiker“ neben Schlagern zahlreiche „hochwertige Swing-Einspielungen“ vorzuweisen hat. Mo selbst sah diese Unterscheidung gelassener: „Ich spiele auch Jazz, aber damit verdient man kein Geld. Und erst war ich auch etwas müde davon, all die Jahre darauf, dass immer wieder der ‚Tirolerhut‘ von mir gewünscht wurde. […] Ich gebe den Leuten, was ihnen gefällt. Das hat in Deutschland gefehlt, einer, der ihnen die Lust am Leben auch wieder auf der Bühne zeigt.“ Hans-Jürgen Massaquoi, der selbst in den späten 1940er-Jahren als Swingmusiker aktiv gewesen war und der Mos Können aufgrund eines einzelnen Schlagerauftritts in einer Diskothek beurteilte, meinte dagegen: „Billy Mo fehlte es […] an Jazz-Talent. Was Billy Mo verkaufte, vielleicht besser als jeder andere, war musikalischer Durchschnitt.“

### Film und Fernsehen
Bereits 1959 trat Billy Mo erstmals in einem deutschen Spielfilm auf. Mit Paul Dahlke, Günter Pfitzmann und Ingrid van Bergen spielte er in dem Heinz-Erhardt-Film Drillinge an Bord ein als Bordmusiker getarntes Gangsterquartett. Obwohl Mo eine ordentliche schauspielerische Leistung lieferte, reduzierten sich seine weiteren Auftritte im deutschen Film überwiegend auf Beiträge in Musikfilmen. In kleinen Schauspielrollen war er lediglich noch in der Fernsehserie Frei nach Mark Twain (1971, als Lakai) und in dem Kinderfilm Kleiner Mann, was tun? (1981, als Beamter) zu sehen.
Zwischen 1963 und 1965 hatte Billy Mo mit dem im Tierpark Hagenbeck aufgezeichneten Format Cafe Mo eine eigene Unterhaltungsshow in der ARD. Die vom NDR produzierte Reihe war auf Spontanität und Improvisation angelegt: „Im Cafe Mo war wenig geplant – wir hofften immer nur, dass die Kollegen sich professionell verhalten und aus dem Stegreif ihre Nummern bringen“, so Mo rückblickend.

### Privatleben
Seine erste deutsche Frau Margot Miranda hatte Billy Mo bereits im April 1956 in Hamburg kennengelernt. Aus dieser Ehe stammen die Kinder Susanna (* 1960) und Jeffrey-Gordon. Ende 1966 erhielt Mo, der laut Spiegel „vom Deutschtum bis in die Unterhaut durchdrungen“ war, die deutsche Staatsbürgerschaft, nachdem er sich öffentlich über die schleppende Behandlung seines Antrags beklagt hatte: „Wenn sie keine Ausländer haben wollen, sollen sie das klipp und klar sagen.“
Mo galt als ein „unverbesserlicher Frauenheld“, dem zahlreiche Groupie-Affären nachgesagt wurden. Noch verheiratet, lernte er 1967 Sylvia Hartjenstein kennen, damals Bassistin der Gruppe Silverstars, die später sein Management übernahm. Das Paar, das die gemeinsame Tochter Micole hat, heiratete 1990.

### Weiterer Lebensweg
Seit den 1970er-Jahren lebte Mo im niedersächsischen Wunstorf, wo er sich auch im örtlichen Musikleben engagierte. Noch mit 78 Jahren trat er in Jazzclubs auf, zuletzt vor allem im Jazz Club Hannover. Nach einem Auftritt im Dezember 2001 erlitt er einen Schlaganfall. Seitdem befand er sich im Wachkoma und war ein Pflegefall. Im Sommer 2002 wurde Mo für seine Verdienste in der musikalischen Jugendarbeit vom Bundespräsidenten das Bundesverdienstkreuz am Bande verliehen, das ihm der niedersächsische Ministerpräsident Sigmar Gabriel überreichte.
Billy Mo starb 2004 81-jährig an Herzversagen. Als Mitglied der Freimaurerloge „Zum Schwarzen Bär“ in Hannover wurde seine Beisetzung im freimaurerischen Ritual vollzogen. Der von ihm mitgegründete Musikzug „Die Wunstorfer Auetaler“ spielte an seinem Grab, Deborah Sasson sang das Ave Maria. Auf seinem Grabstein in Wunstorf-Luthe sind eine Trompete und ein Tirolerhut zu sehen.

## Diskografie (Auszug)
- 1958: Ducky, Trompete & Bert Kaempfert Orchestra
- 1958: Buona Sera
- 1958: Oh, Marie (Maria, Marie)
- 1958: Dickie-Doo (Shoe-Shine)
- 1958: Darling, du weißt ja (You Send Me)
- 1958: Oh Jennilie (Don’t Go, Don’t Go)
- 1958: Dolly Doo (Dance With Me)
- 1958: Swing, Methusalem
- 1958: Mary, My Girl (Poor Little Fool)
- 1958: Salambuli (Popcorn)
- 1958: Ding Dong
- 1958: La paloma
- 1958: You Are My Sunshine
- 1958: Laß mich rein (Let Me In)
- 1958: Billy Boy
- 1959: Gonggonza, mit den Serenaders
- 1959: Tatalee, mit den Serenaders
- 1959: Some Like It Hot
- 1959: Baby (Sleep Walk)
- 1959: Das Fräulein Gerda
- 1959: Mister Rhythm King
- 1959: Golden River
- 1959: Nevada Swing
- 1959: Kaiser-Wilhelm-Dixie nach Motiven des ‚Fehrbelliner Reitermarschs‘ (Viktor Reschke und sein Orchester mit Solo-Trompete Billy Mo)
- 1959: Alter Jäger-Swing nach Motiven des ‚Alten Jägermarschs von 1813‘ (Viktor Reschke und sein Orchester mit Solo-Trompete Billy Mo)
- 1959: Petersburger Mambo nach Motiven des ‚Petersburger Marschs‘  (Viktor Reschke und sein Orchester mit Solo-Trompete Billy Mo)
- 1960: Wenn die Elisabeth
- 1960: Barberina (My Cucuzza)
- 1960: Susie
- 1960: Regenbogen Blues
- 1960: Pinguin Jive
- 1960: Wenn ich die blonde Inge (… abends nach Hause bringe!)
- 1960: Ay, ay, ay (Schlaf ein, mein Herzprinzelein)
- 1960: Habe Mitleid
- 1961: Der verliebte Bimbambulla
- 1961: Kannst du pfeifen, Johanna
- 1962: Ich kauf’ mir lieber einen Tirolerhut (auch auf Englisch: I’d Rather Buy Myself a Tyrolian Hat)
- 1962: Was kann der Sigismund dafür
- 1962: Mein Papagei frisst keine harten Eier
- 1963: Jetzt trinkt er Limonade
- 1963: Die große Trommel macht Bum-Bum
- 1963: Wenn es Abend wird in Kingston Town
- 1964: Bierdeckel-Polka
- 1964: Denk doch nicht immer an die Kohlen
- 1964: Ohne Geld gibt’s keine Musik
- 1964: Der Salontiroler
- 1964: Ich sitz’ in meinem Angelkahn
- 1964: Muss ein Seemann schwimmen können
- 1965: Das Humba-Täterä (mit Ernst Neger)
- 1965: Wir versaufen unser Oma ihr klein Häuschen – Und das nicht nur zur Sommerzeit – Wenn das so weitergeht mit Blasmusik
- 1965: Da sprach der Scheich zum Emir …
- 1965: Ich will einen Hering
- 1965: Hab’n Sie nicht den Onkel Paul geseh’n
- 1965: Meine Oma kann die Beatmusik nicht leiden
- 1965: Keine Angst vor großen Tieren
- 1965: Es wird gebeten, beim Trompeten nicht zu schießen
- 1966: Juanita Banana
- 1966: Das ist mir viel zu teuer
- 1967: Es wär alles halb so schwer, wenn’s ein bißchen leichter wär
- 1967: Herr Wirt, wo ist mein Hut
- 1967: Die Zillertaler Blasmusik
- 1968: It’s a Very Nice Day
- 1968: Das macht uns keiner nach
- 1968: Mein Doktor ist Krank
- 1970: Zu viel Rum unterm Hut
- 1970: Ich lass’ mich morgen von dir scheiden
- 1970: Ich kauf’ mir eine Hose aus Blech
- 1972: Der Schottenrock
- 1972: Heut’ zieh’n wir durch die Altstadt
- 1990: Heimweh (mit Micole)

## Filmographie
- 1959: Drillinge an Bord
- 1959: Die Nacht vor der Premiere
- 1960: Das Rätsel der grünen Spinne
- 1961: Schlagerparade 1961
- 1963: Übermut im Salzkammergut (mit dem Lied Ich kauf mir lieber einen Tirolerhut)
- 1963: … denn die Musik und die Liebe in Tirol
- 1964: Die lustigen Weiber von Tirol
- 1964: Holiday in St. Tropez
- 1965: Ich kauf mir lieber einen Tirolerhut (mit dem Lied Ich kauf mir lieber einen Tirolerhut)
- 1965: Rendezvous mit Jo (TV)
- 1971: Frei nach Mark Twain, Folge: So was nennt man Glückspilz (TV)
- 1971: Glückspilze (TV)
- 1981: Kleiner Mann, was tun?